# Мирсаидов, Ульмас Мирсаидович
Мирсаидов, Ульмас Мирсаидович (род. 10 ноября 1945 года, Ура-Тюбе, ныне г. Истаравшан) — академик, директор Агентства по ядерной и радиационной безопасности Академии Наук Республики Таджикистан. Председатель комитета (тадж. Маҷлиси Миллӣ – Маҷлиси Олӣ) (Верхняя Палата Парламента) Республики Таджикистан.

## Биография
Родился в 1945 году в г. Ура-Тюбе Таджикской ССР (ныне г. Истаравшан Республики Таджикистан). В 1967 г. с отличием окончил Московский химико-технологический Институт им.Д.И.Менделеева и был направлен в Таджикский политехнический институт (ныне Таджикский технический университет имени М. Осими) на должность ассистента кафедры «Химической технологии».
В 1970 г. поступил в аспирантуру ИОНХ им. И.С.Курнакова АН СССР и в 1973 г. защитил кандидатскую диссертацию. С 1973 г. в институте химии им. В.И.Никитина АН РТ . С 1988 по 2003 годы директор данного института. Старший научный сотрудник по специальности неорганическая химия (1975), доктор химических наук (1985), профессор (1988 г.), член-корреспондент АН РТ (1987), академик АН РТ (1993). В 1995 г. был избран президентом Академии наук РТ и на этой должности работал до февраля 2005 г. В настоящее время работает директором Агентства по ядерной и радиационной безопасности АН РТ.
Лауреат Межгосударственной премии СНГ «Звёзды Содружества» за 2018 год.

## Научные труды
Является автором 450 статей, 15 монографий, 75 авторских свидетельств и патентов. Крупным специалистом в области химии водородных соединений. Он впервые в Таджикистане начал систематические исследования в области химии гидридов, легких металлов и ёмких веществ. Результаты этих исследований позволили выявить и обосновать механизм, закономерности протекания и направленность многих реакций.
В его трудах «Президенты АН Таджикистана», «Сарварони фидокори илм», «Они составляют славу таджикской науки» и «Устодони ман» описаны жизнь и деятельность известных ученых нашей страны. Мирсаидов У.М. приводит примеры своих встреч с ними, их характеры, таланты и стремления, их профессионализм.

## Научная и политическая деятельность
Область научных интересов Мирсаидова У.М. – химия энергоемких веществ, технология неорганических материалов и радиационная безопасность, а также химическая экология.
Ряд работ, выполненных в 1970-1990 годах, относится к химии алюминия – потенциальных компонентов твердого ракетного топлива и источников водорода.
Синтезированные учёным соединения, используются в качестве источников водорода, катализаторов и селективных восстановителей, а также эффективных материалов для оборонной техники.
Впервые проведено систематическое исследование фазовых равновесий в тройных системах «борогидрид непереходного металла - борогидрид переходного элемента - растворитель». На основе этих исследований создан метод синтеза индивидуальных борогидридов редкоземельных металлов, который основан на использовании наиболее доступного и дешёвого борогидрида натрия и является достаточно общим. По разработанному методу впервые получен весь ряд борогидридов РЗМ, их комплексов с борогидридами щелочных металлов и тетраалкиламмония. Достоверность полученных результатов подтверждена детальным исследованием физико-химических свойств выделенных соединений.
Физико-химический анализ ряда систем на основе гидридных соединений алюминия позволил учёному доказать существование сложных двойных гидридных комплексов, осуществить простой способ синтеза ранее неизвестных, или известных, но не выделенных в индивидуальном состоянии гепта-, гекса- и тетрагидроалюминатов щелочных и щелочноземельных металлов с использованием бинарных гидридов наиболее дешевых и легко доступных источников гидридного водорода.
На основании систематического исследования взаимодействия бинарных гидридов и алюмогидридов металлов с электрофильными реагентами различной акцепторной силы (хлорсодержащие реагенты, арил (алкил) галогениды, боро- и алюмогидрид лития и т.д.) предложены оригинальные и эффективные способы синтеза различных гидридных комплексов.
После распада СССР, сконцентрировал весь научный потенциал Института химии на решении проблем промышленности и сельского хозяйства суверенного Таджикистана. При этом он особое внимание уделяет вопросам утилизации промышленных отходов, использованию местного сырья в качестве исходных материалов, а также экологическим проблемам химической и металлургической промышленности. В частности, при непосредственном его руководстве решена проблема использования свалки твердых отходов Таджикского алюминиевого завода в качестве сырья для получения металлического алюминия, синтетического чугуна, ферросилиция и т.д.
Результаты его фундаментальных исследований, апробированы и внедрены с положительными заключениями на Исфаринском гидрометаллургическом заводе (Тадж.ССР) и ПО «Навоиазот» (Узб.ССР) и высоко оценены Комиссией АН СССР (Вестник АН СССр, 1980 г., №9), Межведомственными комиссиями (1976, 1981, 1986 гг.) с участием ряда заказчиков.
На посту президента АН РТ проводил большую работу по укреплению научно-экспериментальной базы, становлению и развитию основных научных подразделений АН РТ. Он был директором-организатором Института водных проблем, гидроэнергетики и экологии АН РТ и Агентства по ядерной и радиационной безопасности АН РТ.
Под его руководством в АН РТ проведен ряд крупных мероприятий международного масштаба. Академия наук имеет соглашение и работает с более 50 научными центрами. При непосредственном участии ак. Мирсаидова Академия наук стала членом таких международных организаций, как:
- AASA – Ассоциация АН азиатских стран;
- МААН – Международная ассоциация АН, где Мирсаидов У.М. был избран вице-президентом этой организации;
- TWAS – Академия наук третьих стран и избран членом этой организации;
- IAP – Международный межакадемический совет;
- ICSU – Международный совет научных центров.
- МАГАТЭ

Является контактным лицом от Таджикистана с этими организациями.
Создал престижную научную школу химиков страны, которая имеет мировое значение.
Многие его ученики работают в различных областях народного хозяйства и возглавляют научные ячейки в Таджикистане и за рубежом. Он подготовил кандидатов наук для Нигерии и Сирии.
Создатель и руководитель научной школы по водородной энергетике. Многие крупные всесоюзные мероприятия по теме химии гидридов проводились в г. Душанбе (Всесоюзные конференции 1987, 1991 гг. и ряд других).
Начиная с 1991 г. является председателем диссертационного совета по защите докторских и кандидатских диссертаций при Институте химии АН РТ. Совет имеет высокий авторитет в ВАКе России. За эти годы на Совете защищены более 30 докторских и более 200 кандидатских диссертаций в области неорганической, органической и физической химии по химическим и техническим наукам.
В годы своего президентства в АН РТ, очень много сделал для увеличения гонораров академиков и членов-корреспондентов АН РТ. В АН РТ были избраны ряд крупных ученых Таджикистана (10 академиков, 37 членов-корреспондентов).
В сложное время для Таджикистана сумел сохранить научный потенциал Академии, научные кадры. Является членом ряда крупных международных организаций и академий.
Под его непосредственным участием Парламентом страны были принятыт законы:
- О радиационной безопасности,
- Об использовании ядерной энергии.

Правительство страны принимает ряд постановлений о радиационной безопасности. В АЯРБ АН РТ под руководством Мирсаидова У.М. разработаны принципиальные технологические схемы по комплексной переработке урансодержащих руд и отходов урановой промышленности, найдены эффективные сорбенты для очистки урансодержащих вод. Проведен радионуклидный мониторинг биосреды Таджикистана.
При поддержке международных доноров он построил лабораторный корпус АЯРБ АН РТ, где идет монтаж оборудования трех лабораторий: спектральной, калибровочной и радиохимии.
Мирсаидов У.М. создал эффективную структуру регулирующего органа страны по радиационной безопасности, наладил выдачу лицензий организациям, работающих с источниками ионизирующего излучения.
Постоянные усилия учёного, по повышению эффективности Программы технического сотрудничества с МАГАТЭ позволили осуществить проекты в области ядерной медицины, модернизации онкологического центра страны, определения эрозии почвы при помощи радионуклидов, проведению мониторинга хвостохранилищ Таджикистана и оснащению оборудованием лаборатории ГП «Востокредмет» и другие.
Выступал с научными докладами в более 40 странах мира (США, Германия, Франция, Швеция, Финляндия, Австрия, Китай, Индия, Эквадор, Марокко, Норвегия. Англия, Испания, Польша, Италия, Греция и др.).